# Kimberley (Nottinghamshire)
Pour les articles homonymes, voir Kimberley.
Kimberley est une ville du comté de Nottinghamshire, en Angleterre, naguère célèbre pour ses mines de charbon et sa brasserie, aujourd'hui fermées.
Kimberley s'appelle Chinemarelie dans le Domesday Book, grand inventaire de l'Angleterre terminé en 1086.

## Jumelage
Kimberley est jumelée avec Échirolles, dans l'Isère.